# Hypexilis
Hypexilis is een kevergeslacht uit de familie van de boktorren (Cerambycidae). De wetenschappelijke naam van het geslacht werd voor het eerst geldig gepubliceerd in 1885 door Horn.

## Soorten
Hypexilis omvat de volgende soorten:
- Hypexilis longipennis Linsley, 1935
- Hypexilis pallida Horn, 1885